# David Cronenberg
David Paul Cronenberg (n. 15 martie 1943, Toronto, Canada) este un regizor, producător, scenarist și actor ocazional canadian. Cronenberg este unul dintre creatorii a ceea ce este cunoscut în limba română drept horror visceral (care provine dinăuntru) iar în limba engleză sub numele de body horror sau venereal horror, horror corporal sau biologic care explorează temerile și obsesiile legate de transformarea propriului corp sau de infectare. În filmele sale, psihologicul se împletește strâns cu fiziologicul. În prima jumătate a carierei sale, regizorul a explorat aceste teme mai ales prin filme horror și science fiction, deși opera sa s-a dezvoltat dincolo de aceste subiecte.

## Biografie
Cronenberg s-a născut in Toronto, Ontario, Canada, unde locuiește și în prezent, fiind fiul lui Esther, muziciană și al lui Milton Cronenberg, scriitor și editor. Regizorul consideră că William S. Burroughs și Vladimir Nabokov i-au influențat opera. În anii 1970 a început să regizeze filme horor și a devenit cunoscut cu filme ca Scanner (1981) și Videodriver (1982).Iar în anul 1996 cîștigă Premiul juriului la Cannes cu filmul Crash. Succesul la cunoscut cu filmele mainstream: Umbrele trecutului și Eastern promises.

## Filmografie - regizor

### Filme de lung metraj
- Stereo (1969)
- Crimes of the Future (1970)
- Shivers (1975)
- Rabid (1977)
- Fast Company (1979)
- The Brood (1979)
- Scanners (1981)
- Videodrome (1983)
- The Dead Zone (1983)
- The Fly (1986)
- Dead Ringers (1988)
- Naked Lunch (1991)
- M. Butterfly (1993)
- Crash (1996)
- eXistenZ (1999)
- Spider (2002)
- A History of Violence (2005)
- Eastern Promises (2007)

### Scurt-metraje
- Transfer (1966)
- From the Drain (1967)
- Secret Weapons (1972)
- The Victim (1975)
- The Lie Chair (1975)
- The Italian Machine (1976) vizionează aici (RealMedia)
- Camera (2000)
- To Each His Own Cinema (Chacun son cinéma) (2007)
  - segmentul: At the Suicide of the Last Jew in the World in the Last Cinema in the World

### Seriale de televiziune
- Friday the 13th: The Series
  - episodul: 1.12 Faith Healer (1987)
- Scales of Justice
  - episoadele: Regina vs Horvath (1990) & Regina vs Logan (1990)

### Spoturi de televiziune
- Jim Ritchie Sculptor (1971)
- Letter from Michelangelo (1971)
- Tourettes (1971)
- Don Valley (1972)
- Fort York (1972)
- Lakeshore (1972)
- Winter Garden (1972)
- Scarborough Bluffs (1972)
- In the Dirt (1972)

### Reclame
- Hydro
  - Client: Ontario Hydro
  - Produs: Energy conservation
  - Agenție: Burghardt Wolowich Crunkhorn
  - Companie de producție: The Partners' Film Company Ltd.
  - Format: 4 x 30-second commercials
  - Titluri: Hot Showers, Laundry, Cleaners, Timers

- Caramilk
  - Client: William Neilson Ltd.
  - Produs: Cadbury Caramilk
  - Agenție: Scali McCabe, Sloves (Canada) Ltd.
  - Companie de producție: The Partners' Film Company Ltd.
  - Format: 2 x 30-second commercials
  - Titluri: Bistro, Surveillance

- Nike
  - Client: Nike International
  - Produs: Nike Air 180
  - Agenție: Wieden and Kennedy
  - Companie de producție: The Partners' Film Company Ltd.
  - Format: 1 x 15-second/4 x 30-second commercials
  - Titlu: Transformation

## Filmografie - actor
- Into the Night (1985)
- The Fly (1986, cameo)
- Nightbreed (1990)
- To Die For (1995, cameo)
- Blood and Donuts (1995)
- The Stupids (1996, cameo)
- Extreme Measures (1996, cameo)
- Last Night (1998)
- Resurrection (1999)
- Jason X (2001)
- Alias (TV) (2003) (Episoadele "Remnants" și "Conscious")

## Filmografie - producător
- Dead Ringers (1988)
- Crash (1996)
- I'm Losing You (1998)
- Drone (2008)